# Ptinella aptera
Ptinella aptera ist ein Käfer aus der Familie der Zwergkäfer (Ptiliidae). Sie ist die häufigste Art der Gattung in Mitteleuropa.

## Merkmale
Die Käfer erreichen eine Körperlänge von 0,6 bis 0,65 Millimetern. Die Oberseite ihres Körpers ist glänzender als die der nahe verwandten Arten. Der Kopf ist etwas schmaler als der Halsschild. Dieser ist etwas weniger als doppelt so breit wie lang. Seine Seiten sind zu den Hinterwinkeln, die in einem scharfen Eck enden, schwach ausgeschweift. Die Weibchen besitzen keine Facettenaugen.

## Vorkommen und Lebensweise
Die Art ist in Europa, einschließlich der Kanaren und am Kaukasus verbreitet. Die Art ist in Mitteleuropa nur lokal verbreitet und nicht häufig. 